# Diana y una ninfa sorprendidas por un sátiro
Diana y una ninfa sorprendidas por un sátiro es una obra de Anton van Dyck pintada al óleo sobre lienzo con unas dimensiones de 144 x 163 cm. Datada entre los años 1622 y 1627, actualmente se conserva en el Museo del Prado de Madrid.

## Historia
Perteneciente a las colecciones reales su primera ubicación conocida fue en el nuevo Palacio Real de Madrid, junto al Guardajoyas, donde estuvo hasta el año 1747 que pasó al Palacio del Buen Retiro, al cuarto del infante don Luis. En 1772 el cuadro se trasladó al Casón del Buen Retiro y allí permaneció hasta 1794 que pasó a formar parte de las colecciones del Prado.
En un principio, esta obra estuvo erróneamente catalogada y era conocida como Diana y Endimión sorprendidos por un sátiro. No fue hasta el año 2002 en que definitivamente quedó aclarado que el personaje representado junto a Diana era una ninfa, ya que se trata de una inequívoca figura femenina, nada que ver con el claro aspecto masculino con el que se identifica a Endimión. El motivo de esta equivocación fue un error que se produjo en el inventario del Museo del Prado en el año 1857 en el que la obra fue mal catalogada, ya que en referencias anteriores a este año, la obra  se nombra con el correcto episodio mitológico.

## Descripción y estilo
En la obra, representados de cuerpo entero, aparecen una ninfa y Diana cazadora que duermen tras una jornada de caza. Las piezas cobradas en la cacería yacen en el lado derecho del lienzo mientras que en la izquierda se puede ver un perro y el arco y las flechas símbolos de la diosa cazadora. En la escena irrumpe un sátiro con la lengua fuera y los ojos fijos en Diana con expresión lujuriosa. Su dedo índice señala lo que posiblemente sea el motivo de sus deseos. Van Dyck hace de ese dedo el centro de la composición obligando al espectador a dirigir la mirada al cuerpo desnudo de la mujer. Así, el observador, al sentirse partícipe de la escena, percibe con claridad tanto la lujuria del sátiro como la indefensión de las mujeres.
Para realizar la obra, Van Dyck se apoyó en referencias italianas, especialmente de la Escuela veneciana y posiblemente se fijó en el trabajo de maestros tales como Tiziano o Tintoretto.